# Ифигения в Тавриде
«Ифиге́ния в Таври́де» — античная трагедия Еврипида 414 года до н. э., а также названия других, более поздних литературных и музыкальных произведений, написанных на основе сюжета трагедии Еврипида.

## Сюжет
Ифигения — старшая дочь героя Троянской войны аргосского царя Агамемнона и его жены Клитемнестры. В трагедии «Ифигения в Авлиде» Еврипид рассказывает предысторию того, как Ифигения оказалась в Тавриде. Когда Агамемнон отправлялся в поход на Трою, Артемида велела ему принести Ифигению себе в жертву. Агамемнон повиновался, но Артемида в последний момент пожалела девушку и подменила её ланью, а Ифигению отправила на облаке в Тавриду, где та стала жрицей богини в храме, в котором находился её деревянный идол. Ни один из смертных не узнал о том, что Ифигения осталась жива.
Трагедия начинается с того, что брат Ифигении Орест вместе со своим другом Пиладом, мужем второй его сестры Электры, должен во искупление своих грехов привезти в Грецию из Тавриды деревянный идол богини Артемиды. Это сложное задание, так как иноземцев в Тавриде приносят в жертву Артемиде (Деве).
Ифигения служит жрицей Артемиды, в её обязанности входит готовить чужеземцев для принесения в жертву. Накануне она видит сон, который истолковывает как известие о смерти Ореста. Опечаленная, она идёт к чужеземцам, которых должна подготовить к церемонии, но обещает отпустить одного из них, если тот отвезёт в Грецию письмо для Ореста. Пока герои не знают, кому нужно передать письмо, они спорят, кто из них должен остаться в живых, но когда выясняется, что жрица это Ифигения, они рассказывают ей о цели своего визита. Ифигения берётся им помочь, она убеждает всех, что статуя богини нечиста из-за прикосновения чужеземцев и её необходимо омыть в море. Они выносят статую, и вместе с Ифигенией садятся на свой корабль. Когда стражники замечают это, беглецы оказываются уже далеко. В конце трагедии появляется богиня Афина и призывает царя Таврии не преследовать беглецов, так как их дело угодно богам.

## Перевод на русский язык
«Ифигению в Тавриде», как и другие трагедии Еврипида, на русский язык перевёл Иннокентий Фёдорович Анненский. Перевод был впервые опубликован в 1898 году. Переиздавался в сборнике «Театр Еврипида» под ред. Ф. Ф. Зелинского в 1921 году.
В советское время трагедия в переводе Анненского несколько раз переиздавалась, в том числе и в собрании сочинений Анненского «Стихотворения и трагедии» в издательстве «Советский писатель», где выдержала три переиздания.

## Другие литературные произведения
- 1779—1786: Гёте, трагедия «Ифигения в Тавриде»
- 1898: Леся Украинка, драматичная сцена "Ифигения в Тавриде"

## В музыке
- 1704 — «Ифигения в Тавриде», опера Андре Кампра;
- 1725 — «Ифигения в Тавриде», опера Леонардо Винчи;
- 1763 — «Ифигения в Тавриде», опера Томмазо Траэтта;
- 1768 — «Ифигения в Тавриде», опера Бальдассаре Галуппи;
- 1779 — «Ифигения в Тавриде», опера Кристофа Виллибальда Глюка;
- 1781 — «Ифигения в Тавриде[англ.]», музыкальная трагедия Никколо Пиччини.

## В других видах искусства
Трагедии Еврипида и сюжету об Ифигении в Тавриде посвящены также полотна художников.

В частности, сюжет запечатлён на стене в Помпеях (не позднее 79 года н. э.)